# Daniel Solander (1669–1738)
Daniel Solander, född 6 januari 1669 i Stigsjö församling, död 12 oktober 1738 i Piteå landsförsamling, var en svensk präst.

## Biografi
Daniel Solander föddes 1669 i Stigsjö församling. Han var son till kapellanen Daniel Solimontanus, som senare blev kyrkoherde i Nordmalings församling. Solander skrevs in 22 september 1688 som student vid Uppsala universitet och medförde ett utmärkt vitsord från rektorn vid Härnösands gymnasium. Efter fullbordade gradualstudier promoverades han till filosofie magister 10 december 1697. Under en tid tjänstgjorde han som lärare i Stockholm, prästvigdes 1700 och utnämndes 11 oktober samma år till rektor vid Sankt Clara skola i Stockholm. År 1706 blev han lektor i vältalighet vid Härnösands gymnasium, och 4 februari 1713 fick han interimsfullmakt som sekundteologisk lektor, en tjänst han tillträdde 1714. Han var också gymnasierektor 1710 och 1715.

### Kyrkoherde i Piteå
År 1715 fick han kunglig fullmakt, utfärdad i Timurtasch, att tillträda kyrkoherdetjänsten i Piteå landsförsamling, vilket skedde 1716. Samtidigt utsågs han till prost över pastoratet och Piteå lappmark. År 1722 utnämndes han till kontraktsprost. Under hans tid genomfördes tre biskopsvisitationer i Piteå: 1722 av Georg Wallin, 1726 av Petrus Asp, och 1730 av Nicolaus Sternell. Vid den sistnämnda visitation anhöll prosten, på grund av långvarig ohälsa och tilltagande ålder, att sonen Carl Solander, som då redan i åtta år tjänstgjort i församlingen, skulle förordnas som vice pastor, vilket skulle bli honom till stor glädje på ålderns höst. Under Solanders tid som kyrkoherde utsattes socknen två gånger för ryska härjningar. I december 1716 tvingades han, hans hustru och två av barnen att fly. De blev dock upphunna vid ett soldattorp i Kindbäcks by, där de avkläddes och bestals av fienden. Vid det andra tillfället, 1721, gömde man kyrkans mest värdefulla inventarier, vilka visade sig vara i gott skick vid visitation året därpå. Däremot brändes både prostgården och överstebostället Grans ståtliga byggnad ned.
Prosten Daniel Solander var en kraftfull och verksam ledare för både skola och församling. Han avled 1738. Hans vackert uthuggna gravhäll användes senare som trappsten i en bondgård på Pitholmen.

## Familj
Solander gifte sig med Sophia Catharina Lundia (död 1757), dotter till jurisprofessorn Carl Lundius vid Uppsala universitet. De fick tillsammans barnen kyrkoherden Carl Solander (1699–1760) i Piteå landsförsamling, juris professor Daniel Solander (1707–1785) i Uppsala och Gertrud Sophia Solander (död 1747) som var gift med borgmästaren Nils Kröger i Piteå.

## Tryckta skrifter
- Gratulatio... M. Georgius Vallin... doctor theologiae..., tillsammans med J. Gené, Uppsala 1693.[1]
- De autocheiria, pres. J. Schwede, Uppsala 1693.[1]
- De religione veterum Gothorum, pres. E. Obrecht, Uppsala 1697.[1]
- Carmen syncharisticon... Jesperus Swedberg..., Uppsala 1695 (undertecknat: Daniel Solander, Angermannus).[1]